# Valle di Viso
La Valle di Viso è una valle alpina della Provincia di Brescia, è una sussidiaria della Val Camonica ed è all'interno del Parco Nazionale dello Stelvio. È percorsa dal torrente Arcanello, affluente del Frigidolfo. Nella valle è presente un piccolo borgo chiamato Case di Viso.

## Escursioni
- Rifugio Bozzi: 2 ore, segnavia n. 52.
- Passo Contrabbandieri: 2 ore e 30 minuti, segnavia n. 52.
- Laghetti di Ercavallo: 2 ore e 15 minuti, segnavia n. 59.
- Corno dei Tre Signori
- Punta di Ercavallo